# Malaltia inflamatòria intestinal
En la medicina, la malaltia inflamatòria intestinal (MII) és un grup de malalties inflamatòries del còlon i l'intestí prim. Els tipus principals de MII són la malaltia de Crohn i la colitis ulcerosa. No s'ha de confondre amb la síndrome de l'intestí irritable. De moment són incurables.
Es caracteritza per no ser contagiosa. Avui en dia no pot ser curada.
A Espanya hi ha al voltant de 300.000 persones que pateixen alguna malaltia inflamatòria intestinal.

## Causes
Les causes són desconegudes. Hi ha teories al respecte: la més acceptada afirma que la malaltia la pateixen les persones genèticament determinades a tenir una resposta exagerada del sistema immunitari "desencadenada per un agent desconegut, com ara un bacteri comensal de l'intestí".
No hi ha evidències que siga hereditària però s'ha trobat que "les persones amb antecedents familiars de malaltia inflamatòria intestinal tenen una predisposició més gran a patir-la que la resta". Tot i això, estudis fets amb bessons mostren que tant la malaltia de Crohn com la colitis ulcerosa poden dependre tant de factors genètics com ambientals.

### Causes descartades
Ni la dieta ni l'estrès són causants de la malaltia.

## Símptomes
Les distintes malalties emmarcades en la MII tenen símptomes similars: diarrea (fins al punt de excrementar amb sang), fatiga, pèrdua de pes i de la gana, dolor abdominal còlic i recargolament de tripes amb ganes immediates d'anar al bany.
Pot ser empitjorada per l'estrès i també sol empitjorar de manera imprevisible.

## Diagnòstic
A més de la colonoscòpia, pot ser d'interès la determinació de la calprotectina fecal.